# Fundació Huguet
La Fundació Huguet és una entitat privada sense ànim de lucre que té com a objectiu la promoció del valencianisme cultural, especialment pel que fa a la difusió del valencià. Va ser creada a Castelló de la Plana sota la voluntat testamentària de Gaetà Huguet i Segarra el 5 de gener de 1959 i se'n constituí el seu primer patronat a la mateixa ciutat el 3 de gener de 1962.

## Patronat
El patronat de la Fundació Huguet té la seu a la ciutat de Castelló de la Plana. El primer patronat va estar format sota les directrius de Gaetà Huguet al seu testament de 1959. El primer patronat estava presidit per Adolf Pizcueta, Joan Fuster n'era el vicepresident, Ferran Sanchis, el secretari i com a vocals: Manuel Sanchis Guarner, Emili Beüt, Enric Matalí, Miquel Peris, Francesc Xavier Casp, Ferran Vivas, Eugeni Roig i Josep Fibla. Tots els membres van prendre el càrrecs el 3 gener de 1962 a excepció de Francesc Xavier Casp per discrepàncies reiterades de caràcter ideològic i intel·lectual amb Joan Fuster.
Posteriorment també han estat membres Eliseu Climent, Enric Solà, José Luis Barceló Rodríguez, Josep Palàcios, Matilde Salvador, Josep Guia, Fernando Villalonga Campos o Vicent Pitarch, entre d'altres. L'alcalde de la ciutat de Castelló i un regidor municipal també són membres nats de la Fundació. Per tant, també els alcaldes Eduardo Codina Armengot, Francisco Luís Grangel Mascarós, Vicente Pla Broch, Antonio Tirado Jiménez, Daniel Gozalbo Bellés, José Luis Gimeno Ferrer, Alberto Fabra Part i Alfonso Bataller n'han format part. Així mateix, els regidors Josep Fèlix Tàrrega i Sorribes, Josep Maria Pachés Llau, Vicent Pitarch, Miquel Bellido, Elvira Gual, Carme Oliver, Víctor Falomir, Josep Pascual i Miquel Àngel Mulet Taló.

## Activitats
La Fundació Huguet es va dedicar des de la seua creació a la promoció de la cultura valenciana. En la seua constitució va quedar assenyalat que la Fundació Huguet tenia com a objectius donar suport a totes les manifestacions de l'art i la cultura del país, organitzar cursos de valencià per tot el país, protegir la literatura en valencià i el material bibliogràfic en aquesta llengua i donar suport als centres excursionistes.
Les activitats preferents han estat els cursos de valencià, l'edició de llibres, els concurs literaris, les conferències o els aplecs excursionistes. La seva col·laboració en la reacció del Secretariat per a l'Ensenyament de l'Idioma fou decisiva, ja que bona part dels seus membres eren o varen esdevindre membres del patronat de la Fundació. Ambdues entitats continuaren la tasca de difusió de la llengua durant els anys 70 i 80, amb suport públic a la darrera etapa, mentre es normalitzava l'ensenyament als centres educatius. El 1982, coincident amb els actes del 50é aniversari de les Normes de Castelló s'inaugurà la Biblioteca de la Fundació Huguet, situat en primera estada a la Casa de la Cultura i comprada en 1989 per la Conselleria de Cultura de la Generalitat Valenciana.
Altres de les entitats amb les que més fortament ha estat relacionada han estat el Centre Excursionista de Castelló, la Societat Castellonenca de Cultura, Lo Rat Penat, Acció Cultural del País Valencià, la Fundació Ausiàs March o l'Editorial Tres i Quatre, però també d'altres de més enllà del País Valencià com ara l'Òmnium Cultural o l'Associazione Italiana di Studi Catalani. També han establit col·laboracions amb diferents difusors de la cultura com Joan Francesc Mira, José Sánchez Adell, Jesús Huguet, Francesc de B. Moll o Pere Riutort entre d'altres.
Els Premis Valencià de l'any de la Fundació Huguet van ser atorgats per primer cop el 1968 i des de 1972 ho són anualment. Reconeixen a les personalitats que han realitzat una tasca de defensa de la llengua en el món literari però també de l'art, la cultura o la ciència.